# Station multi-énergie
Une station multi-énergie est une infrastructure routière destiné à apporter de l'énergie aux véhicules sous différente formes dans le cadre de la transition énergétique ce qui la différencie des stations-services classiques.

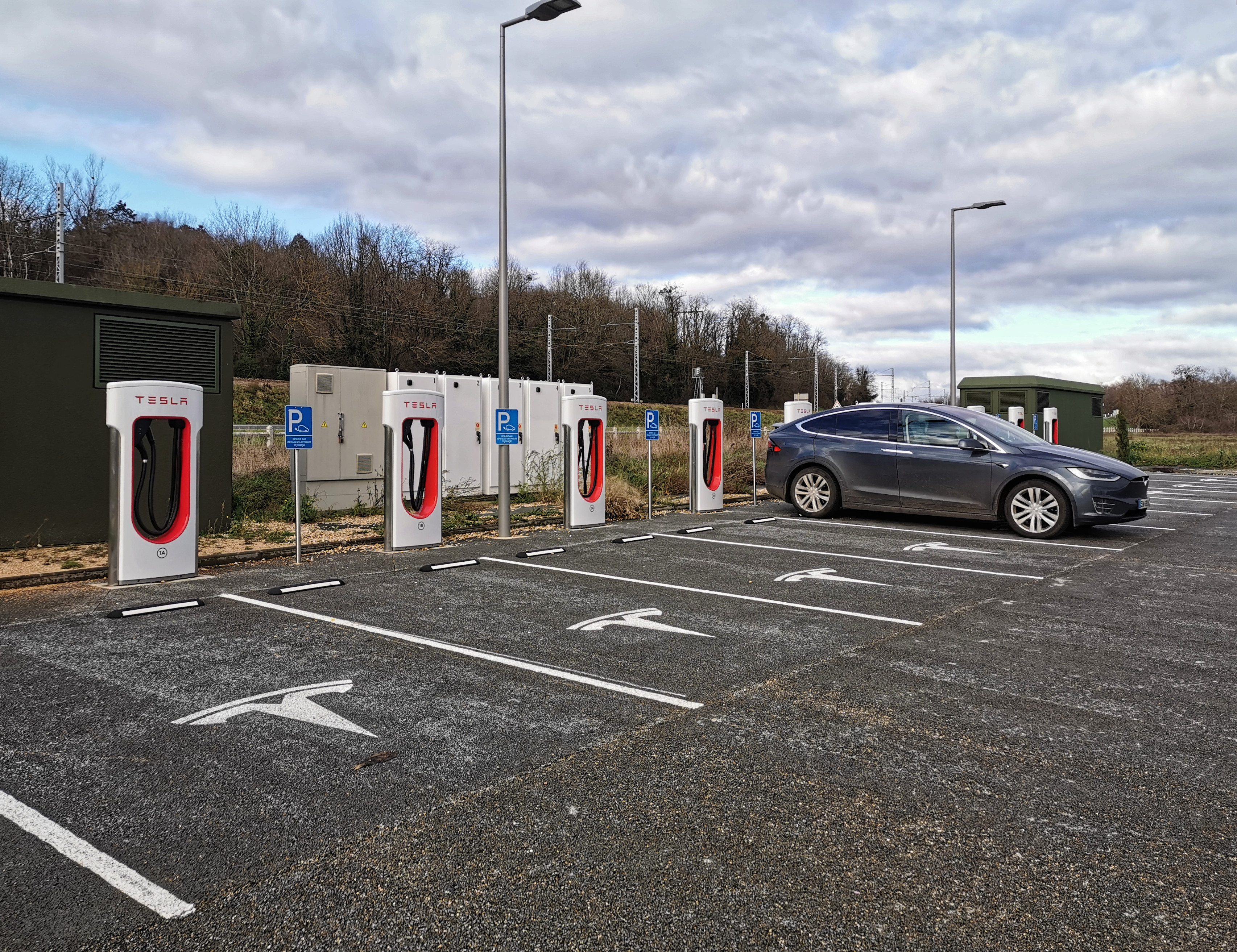
Station de recharge Tesla à Sancé

Diverses énergies peuvent être mise à disposition pour les différentes technologies de véhicule, on peut y retrouver celle qui se trouve dans les stations-services classiques (essence, diesel, GPL) mais aussi de l'électricité pour les véhicules électriques (station de recharge), du dihydrogène pour les véhicules à hydrogène ou encore du gaz naturel pour véhicules,.

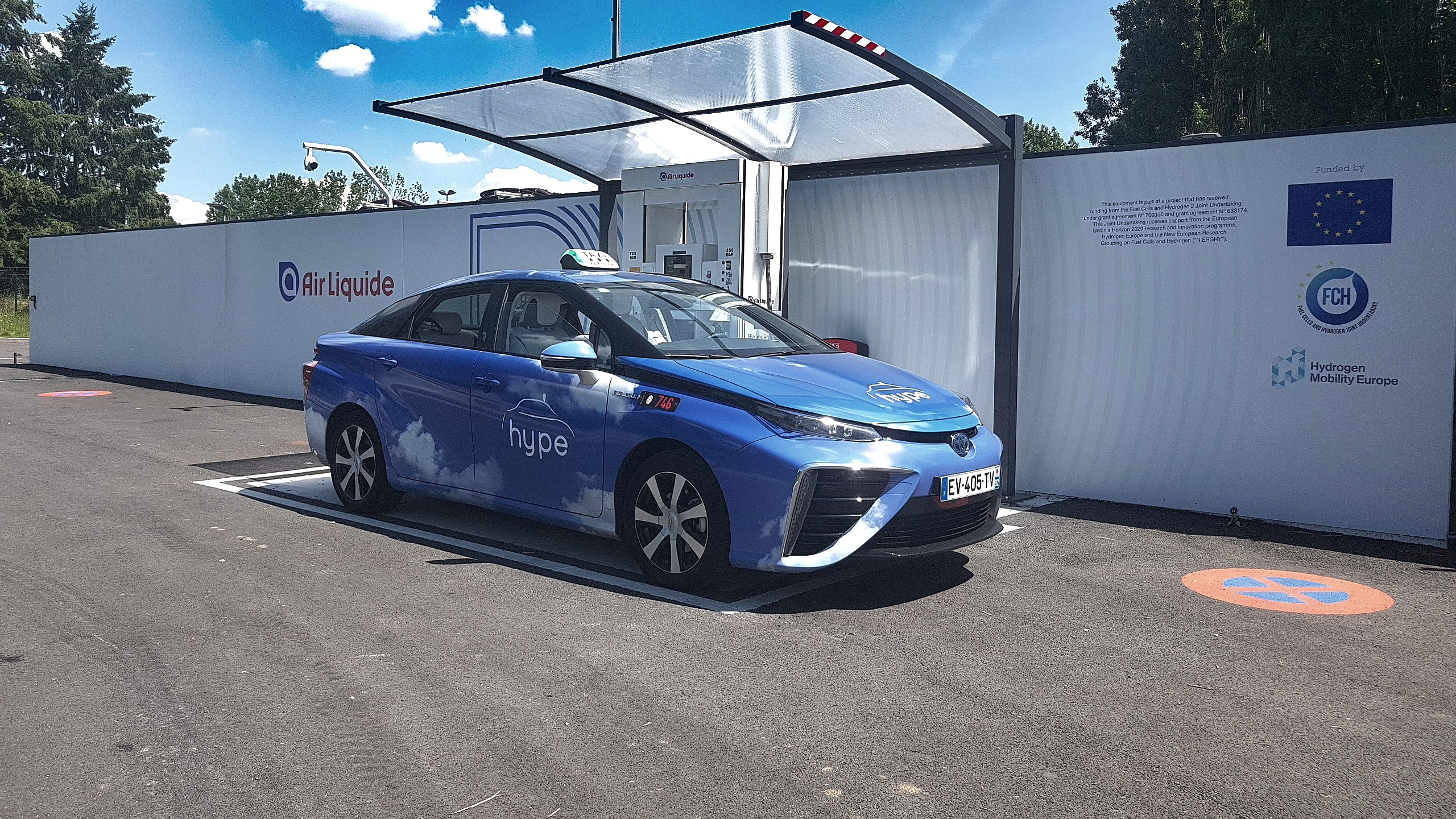
Toyota Mirai à une station hydrogène

## Sources et références
1. ↑  « Les premières stations à hydrogène public-privé sortent de terre », sur Les Echos, 8 mars 2020 (consulté le 22 avril 2022)
2. ↑  « Électrique, GNV, hydrogène : à quoi ressemble une station multiénergie en construction ? », sur Automobile Propre, 22 septembre 2021 (consulté le 22 avril 2022)
3. ↑  « Proviridis va créer 50 stations de carburants propres d'ici 2025 », sur Les Echos, 25 septembre 2020 (consulté le 22 avril 2022)